# The Beast - Abissi di paura
The Beast - Abissi di paura (The Beast) è una miniserie televisiva in due puntate del 1996 diretta da Jeff Bleckner. Basata sul romanzo Tentacoli di Peter Benchley, autore del best seller del 1974 Lo squalo, è interpretata da William Petersen e Karen Sillas.
Girata nel Nuovo Galles del Sud, in Australia, la miniserie è stata trasmessa negli Stati Uniti il 28 e 29 aprile 1996 sulla rete NBC. In Italia è andata in onda per la prima volta l'1 e 2 luglio 1997 in prima serata su Canale 5.

## Trama
Howard Griffin ed Elizabeth Griffin che trascorrono una serata romantica su uno yacht vicino alla comunità turistica del Pacifico nord-occidentale, Graves' Point. Dopo che uno strano evento fa affondare lo yacht, i due sono costretti a dirigersi verso la riva su una scialuppa di salvataggio, solo per essere attaccati e mangiati da una creatura invisibile ore dopo. Il giorno successivo, il pescatore locale Whip Dalton trova la scialuppa di salvataggio vuota e scopre un grande artiglio conficcato nella barca. Whip invia l'artiglio a un'università per essere analizzato e finisce nelle mani del biologo marino Dr. Herbert Talley, che arriva a Grave's Point sostenendo che proviene dal tentacolo di un calamaro gigante. Il capitano del porto dell'isola Schuyler Graves assume Lucas Coven per uccidere il calamaro dopo il consiglio iniziale di Whip di lasciarlo in pace e molte altre morti causate dal calamaro. Coven riesce a uccidere un calamaro e la carcassa viene prontamente venduta da Graves al proprietario di Sea Land Texas, Osborne Manning. Il sonar senza equipaggio rileva un altro calamaro molto più grande che rimane inosservato dagli isolani.
Quando Whip e Talley non possono vedere il calamaro per esaminarlo, il dottor Talley organizza una spedizione in sommergibile  per esplorare l'habitat del calamaro. Dopo aver analizzato la carcassa del calamaro morto, gli scienziati determinano che si tratta in realtà di un cucciolo. L'informazione arriva troppo tardi, tuttavia, e il calamaro adulto, la madre del piccolo, attacca il sommergibile, uccidendo tutti a bordo. Whip incolpa con rabbia Graves per l'incidente, che ha anche portato alla morte di Christopher, l'assistente di Talley e fidanzato di Dana, la figlia di Whip. Graves quindi ricatta Lucas, minacciando di chiudere Lucas per pesca illegale con trappole a meno che non riprenda la caccia al calamaro adulto. Il dottor Talley spiega a Whip che il calamaro gigante sta uccidendo per vendetta per la morte della sua prole piuttosto che per fame, e di conseguenza ora è ancora più pericoloso.
Lucas riprende la caccia insieme all'amico di Whip, Mike, e un altro membro dell'equipaggio di nome Scranton. Dopo aver resistito alle tempeste, decidono di tornare a riva e continuare la caccia il giorno successivo. Il calamaro attacca la barca prima che raggiungano la riva, divorando Scranton e facendo cadere una rete da carico su Mike, ferendolo. Quindi attacca Lucas al timone che spara un paio di colpi con la sua pistola ai suoi tentacoli. Il calamaro poi morde un buco nello scafo. Con l'acqua che scorre, trascina l'intera barca sott'acqua, annegando Lucas. Whip, dopo aver appreso che Mike è uscito per aiutare Lucas, viene in soccorso e, trovando Mike aggrappato a una boa, lo tira fuori dall'acqua e lo porta in ospedale. Whip accetta quindi di andare a cacciare il calamaro gigante, ma solo se può usare la sua barca e Graves va con lui. È anche accompagnato da un ufficiale della guardia costiera, il tenente Kathryn Marcus, il dottor Talley e Manning.
Hanno in programma di intrappolare il calamaro, avvolgerlo e sparargli più volte con dardi pieni di cianuro. Il piano riesce e il calamaro sembra morto. Ma quando il motore della nave si guasta, Manning rivela di aver riempito i dardi di tranquillante invece di cianuro in modo da poter riportare il calamaro vivo a Sea Land. Graves, terrorizzato dal possibile risveglio dell'animale, cerca di scappare su una scialuppa di salvataggio mentre Whip libera il calamaro proprio mentre si sveglia. Il calamaro presto insegue e uccide Graves. Postfazione, riprende l'attacco alla barca di Whip, uccidendo Manning e poi saltando sulla barca. Quindi afferra Talley e lo mangia. Un elicottero della guardia costiera arriva in tempo per raccogliere Kathryn e Whip. Mentre sale a bordo dell'elicottero, Whip respinge il calamaro con un'ascia , tagliando diversi combustibili extra tamburi e chiede a Kathryn di usare una pistola lanciarazzi per dare fuoco alla sua barca. Il calamaro non è in grado di scappare poiché un'esplosione fa esplodere il becco e la parte inferiore del calamaro, uccidendolo. L'elicottero li riporta sulla riva dove si riuniscono con Dana.

## Curiosità
- La miniserie si discosta dal romanzo in diversi punti: nel romanzo infatti il calamaro non ha prole e il gruppo guidato da Whip Dalton non utilizza un sedativo per cercare di catturarlo. Inoltre personaggi e storie secondarie sono stati aggiunti o modificati.
- In seguito alla prima trasmissione, in Italia le due puntate della miniserie sono state condensate in un unico film di 140 minuti circa, replicato più volte sui canali Mediaset.